# 愛普斯坦
艾普斯汀（Epstein）或爱泼斯坦是猶太姓氏，可以指：
人名
- 布萊恩·愛普斯坦（Brian Samuel Epstein），英國音樂家
- 杰弗里·爱泼斯坦（Jeffrey Edward Epstein），美國投資者、慈善研究贊助商和性犯罪者登記處的性犯罪者
- 罗布·爱泼斯坦（Robert Epstein），美國非虛構電影製作人、導演、編劇和剪輯師
- 伊斯雷尔·爱泼斯坦（Israel Epstein），中國作家、記者，《中國建設》（今《今日中國》）創辦人之一，波兰裔中国共产党党员，中国缘十大国际友人之一
- 让·爱泼斯坦，法国印象派电影导演，电影理论家
- 吉奥拉·爱泼斯坦，以色列王牌飞行员
- 芭芭拉·爱泼斯坦，美国文学编辑，《纽约书评》的创始人和联合主编之一

|  | 本页或本分段罗列了姓氏为「愛普斯坦」的人物。 如果是一个指代特定个人的内链将您引导到本页，請考慮修正該人物的名字以將链接指向正確的條目。 |